# Chula
Las chulas son un postre parecido en su composición a la filloa gallega. Al igual que estas se consumen en Galicia y en las zonas de influencia gallega de España (ver gallego). En Extremadura se conocen como repápalos o sapillos.

## Origen
Su origen proviene de la celebración del Samhain (Samaín en Gallego), la fiesta Celta del fin de la cosecha; que derivó en los actuales Entroidos Gallegos (carnavales). En algunos municipios gallegos, al igual que ocurre con las Filloas, se realizan certámenes gastronómicos dedicados a las Chulas como el de la parroquia de Moscoso en el Concello de Pazos de Borbén.

## Preparación
La chula más sencilla, lleva como ingredientes agua o leche, harina, levadura, huevo y azúcar. El modo de preparación consiste en preparar la masa y dejarla reposar al menos una hora para que se espese. Se vierte aceite en la sartén para que la masa flote, y se empieza a cocinar en el momento que esté muy caliente. Finalmente se suele servir con azúcar o canela por encima. Esta es la receta típica de Orense, en lugares como Casfigueiro o Xegunde en Lugo.
Según la región o incluso la aldea, varía mucho la receta. Hay diversas recetas, una que incluye calabaza (calacú en Gallego) se considera la más tradicional, también las hay que incorporan miga de hogaza gallega, arroz, grelos, canela o ralladura de limón.